# Prognathodes guyanensis
Prognathodes guyanensis är en fiskart som först beskrevs av Durand, 1960.  Prognathodes guyanensis ingår i släktet Prognathodes och familjen Chaetodontidae. IUCN kategoriserar arten globalt som livskraftig. Inga underarter finns listade i Catalogue of Life.